# Mark Higgins (calciatore)
Mark Nicholas Higgins (Buxton, 29 settembre 1958) è un ex calciatore inglese di ruolo difensore, che ha militato nell'Everton, Manchester Utd, Bury e Stoke City.

## Palmarès

### Club

#### Competizioni nazionali
- Coppa d'Inghilterra: 1

Everton: 1983-1984